# Ludmila Jankovcová

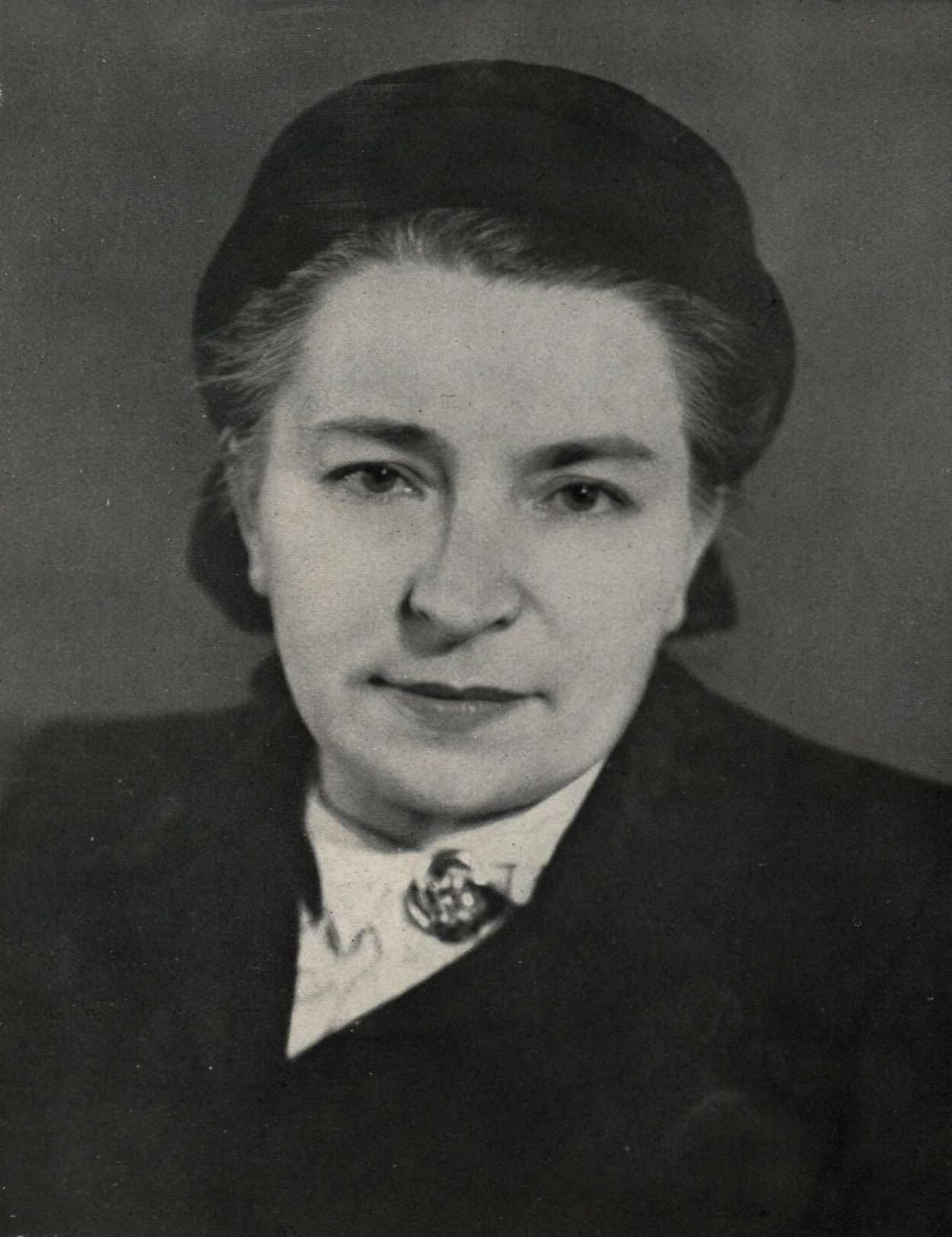
Ludmila Jankovcová

Ludmila Jankovcová (* 8. August 1897 in Kutná Hora als Ludmila Stračovská; † 5. September 1990 in Prag) war eine tschechoslowakische sozialdemokratische, später kommunistische Politikerin. In der Zeit von 1947 bis 1963 hatte sie verschiedene Regierungsfunktionen inne, darunter als Industrie- und Ernährungsministerin. Nach ihrem Engagement im Prager Frühling war sie von politischen Ämtern ausgeschlossen.

## Leben
Ludmila Stračovská, Tochter eines Tischlers, besuchte eine Handelsschule und die Handelsakademie in Prag. Sie schloss 1923 ihr Studium als eine der ersten Frauen ihres Landes mit dem Grad eines Diplom-Ingenieurs ab. Von 1923 bis 1939 wirkte sie als Professorin an den Handelsakademien in Košice, Teplice und Prag.
1922 trat Jankovcová der Tschechoslowakischen Sozialdemokratischen Arbeiterpartei (tschechisch Českoslovanská sociálně demokratická strana dělnická, ČSDSD) bei. Später war sie Referentin der Parteileitung für industrielle Fragen und Mitglied des Parteivorstandes.
Während der Besetzung der Tschechoslowakei durch deutsche Truppen war sie gemeinsam mit ihrem Mann Wolfgang Jankovec, der im Dezember 1944 hingerichtet wurde, aktiv im Widerstand.
Nach Kriegsende war Jankovcová von 1945 bis 1948 Mitglied des Präsidiums des Exekutivkomitees der Tschechoslowakischen Sozialdemokratie (tschechisch Československá sociální demokracie, ČSSD). Sie gehörte dem linken Flügel der Sozialdemokraten an und unterstützte Zdeněk Fierlingers Politik der engen Zusammenarbeit mit den Kommunisten. Sie unterstützte die Fusion der Sozialdemokraten mit der Kommunistischen Partei (KPTsch) am 27. Juni 1948. Von 1948 bis 1969 war sie Mitglied des ZK, von 1948 bis 1963 auch Kandidatin des Präsidiums (Politbüros) des ZK der KPTsch.
Von November 1947 bis Februar 1948 war sie Industrieministerin, von Februar 1948 bis Dezember 1954 Ministerin für Ernährung und Lebensmittelindustrie der Tschechoslowakei. Jankovcová bekleidete somit als erste Frau ein Ministeramt in der Tschechoslowakei. Von 1954 bis 1963 fungierte sie als stellvertretende Ministerpräsidentin. Von 1946 bis 1969 war sie zudem Abgeordnete der tschechoslowakischen Nationalversammlung.
Am 22. August 1968 nahm sie am Parteitag der KPTsch im Prager Stadtteil Vysočany teil und verurteilte den sowjetischen Einmarsch. Aufgrund ihrer Haltung während des Prager Frühlings wurde sie 1970 aus der Partei ausgeschlossen. Jankovcová war später Mitunterzeichnerin der Charta 77.

## Ehrungen
- Orden der Republik (1955 und 1957)
- Klement-Gottwald-Orden (1967)